# Anders Johnson
För agronomen, se Anders Johnson (agronom). För andra personer med snarlika namn, se Anders Jonsson.
Bengt Anders Johnson, född 16 april 1955 i Brännkyrka församling i Stockholm, är en svensk skribent, tidningsman och politiker. Han driver sedan 1997 verksamhet i det egna företaget Skriftstället i Vasastan, Stockholm. Hans författarskap är huvudsakligen inriktat på svensk ekonomisk och politisk historia. Hans magnum opus är Fånga platsen - Guide till Sveriges företagsamma historia (SNS 2008) som beskriver den ekonomiska historien på över 1 000 platser, samt Besvärliga människor - Svenska entreprenörer under 400 år (Timbro 2018) som bygger på Johnsons cirka 100 tidigare böcker om svensk näringslivshistoria.
Ordförande i styrelsen för Stockholms läns museum och ledamot av Skönhetsrådet och Namnberedningen i Stockholm.
Han har fått följande utmärkelser:
- 2001: Blå Bandets Oskar Eklund-pris för insatser i folknykterhetens tjänst.
- 2004: Svenska Akademien, belöning för Frihet är det bästa ting - En liberal musikhistoria.
- 2009: Studieförbundet Vuxenskolans Sokratespris  för folkbildande insatser inom svensk industrihistoria.
- 2010: Svenskt Näringslivs Curt Nicolin-pris för skriftställeri kring svensk näringslivshistoria.
- 2011: Boken Garpar, gipskatter och svartskallar utsågs till 2010 års bok om svensk historia av nättidningen Svensk Historias läsare.
- 2019: Näringslivshistoriska priset av Centrum för Näringslivshistoria.

Johnson var ledamot i kommunfullmäktige i Stockholm för folkpartiet 1985-94, riksdagsledamot (folkpartiet) 1998 och chefredaktör för Dagens Nyheter 2000-2001. Han är gift med Birgitta Rydell. Han är son till Bengt Johnson och dennes första hustru Inez Palmqvist samt halvbror till politikern Mats Sylvan.